# هنري كلاي نيلسون
هنري كلاي نيلسون (بالإنجليزية: Henry Clay Nelson)‏ هو جراح أمريكي، ولد في 30 مايو 1835 في مقاطعة فريدريك في الولايات المتحدة، وتوفي في 10 مارس 1893 في كونكورد في الولايات المتحدة.